# Challenger de Mallorca 2022
El Challenger de Mallorca 2022, también conocido como Rafa Nadal Open, fue un torneo de tenis profesional que se jugó sobre pistas duras, fue la cuarta edición del torneo y formó parte del ATP Challenger Tour 2022. La competición tuvo lugar en Manacor, Islas Baleares, entre los días 29 de agosto y 4 de septiembre de 2022.

## Participantes del cuadro masculino

### Cabezas de serie
| Favorito | País                    | Jugador          | Ranking | Resultado en el torneo                   |
| -------- | ----------------------- | ---------------- | ------- | ---------------------------------------- |
| 1        | Bandera de Suiza        | Dominic Stricker | 127     | Primera ronda                            |
| 2        | Bandera del Reino Unido | Ryan Peniston    | 130     | Segunda ronda                            |
| 3        | Bandera de Australia    | Aleksandar Vukic | 134     | Segunda ronda                            |
| 4        | Bandera de Bélgica      | Zizou Bergs      | 155     | FINAL                                    |
| 5        | Bandera de Francia      | Grégoire Barrère | 167     | Primera ronda, retiro                    |
| 6        | Bandera de Japón        | Kaichi Uchida    | 169     | Primera ronda                            |
| 7        | Bandera de Italia       | Luca Nardi       | 173     | CAMPEÓN                                  |
| 8        | Bandera de Francia      | Gilles Simon     | 177     | Se retiró del torneo antes de su inicio. |

- Se ha utilizado el Ranking del 22 de agosto de 2022[2]

### Otros participantes
Los siguientes jugadores recibieron una invitación para participar en el torneo
- Jerzy Janowicz

- Daniel Rincón
- Abedellah Shelbayh

Los siguientes jugadores ingresaron al cuadro principal mediante la fase previa
- Marek Gengel
- Daniil Glinka
- Alexandar Lazarov
- Adrián Menéndez
- Albano Olivetti
- Daniel Vallejo

## Campeones

### Individuales
- Luca Nardi derrotó en la final a  Zizou Bergs, 7–6, 3–6, 7–5

### Dobles
- Saketh Myneni /  Yuki Bhambri derrotaron en la final a  Marek Gengel /  Lukáš Rosol, 6–2, 6–2